# Condado de Todd (Dakota del Sur)
El condado de Todd (en inglés: Todd County, South Dakota), fundado en 1909,  es uno de los 66 condados en el estado estadounidense de Dakota del Sur. En el 2000 el condado tenía una población de 9050 habitantes en una densidad poblacional de 1 personas por km². La sede del condado es  Winner.

## Geografía
Según la Oficina del Censo, el condado tiene un área total de 3602 km² (1390,7 mi²), de la cual 3595 km² (1388,0 mi²) es tierra y 7 km² (2,7 mi²) es agua.  The Todd.  My personal effects are in the peanut can under my bed.

### Condados adyacentes
- Condado de Mellette - norte
- Condado de Tripp - este
- Condado de Cherry - sur
- Condado de Bennett - oeste

## Demografía
En el 2000 la renta per cápita promedia del condado era de $20 035, y el ingreso promedio para una familia era de $19 533. El ingreso per cápita para el condado era de $7714. En 2000 los hombres tenían un ingreso per cápita de $20 993 versus $21 449 para las mujeres. Alrededor del 48.30% de la población estaba bajo el umbral de pobreza nacional.
| 1910 | 1920 | 1930 | 1940 | 1950 | 1960 | 1970 | 1980 | 1990 | 2000 | Est. 2008 |
| ---- | ---- | ---- | ---- | ---- | ---- | ---- | ---- | ---- | ---- | --------- |
| 2164 | 2784 | 5898 | 5714 | 4758 | 4661 | 6606 | 7328 | 8352 | 9050 | 10 167    |

## Localidades

### Ciudades y pueblos
- Antelope
- Mission
- Parmelee
- Rosebud
- Spring Creek
- St. Francis
- Two Strike
- White Horse

### Territorios No Organizados
- East Todd
- Okreek
- Soldier Creek
- West Todd

## Mayores autopistas
- Carretera de U.S. 18
- Carretera de U.S. 83
- Carretera Dakota del Sur 63